# نورمندی پارک (واشینگتن)
نورمندی پارک (به انگلیسی: Normandy Park) شهری در شهرستان کینگ ایالت واشنگتن است که در سرشماری سال ۲۰۱۰ میلادی، ۶۳۳۵ نفر جمعیت داشته است.